# 雜訊
雜訊（英語：Noise）在电子学中指，訊號在傳輸過程中會受到一些外在能量所產生訊號（如杂散电磁场）的干擾，這些能量即雜訊。雜訊通常會造成信號的失真。其來源除了來自系統外部，亦有可能由接收系統本身產生。雜訊的強度通常都是與訊號頻寬成正比，所以當訊號頻寬越寬，雜訊的干擾也會越大。所以在評估雜訊強度或是系統抵抗雜訊能力的數據，是以訊號強度對雜訊強度的比例為依據，此即訊雜比。

## 效果
杂讯在收音机和旧式电视机（阴极射线管电视）接收播放时，会发出“唦唦”的如下雨声，电视只会显示黑白色闪烁如“雪花”的画面。一些新式电视机通常已经将杂讯屏蔽，用蓝色或黑色背景的画面代替，并提示无信号。

## 來源
雜訊的產生可分為外在雜訊及內在雜訊。外在雜訊主要來自大氣層、外太空以及人為雜訊。內部雜訊主要由熱雜訊（Thermal Noise）所產生。此種雜訊的來源來自電阻性元件內部電子移動隨機所生的，其強度與電阻的環境絕對溫度成正比。

### 1/f 噪声（flicker noise）
所有的半导体放大器都会有1/f噪声，也称为闪烁噪声，它是由于材料而产生的一种基本现象。与频率相反，在一个特定的噪声拐点以下，噪声密度将呈指数增加，而且在低频时变得有非常大。
噪声功率谱密度：(K*I^α)/(f^β) K 和α是材料常数。

### 暫態雜訊
暫態雜訊是指時間相對較短的脈波電氣訊號（暫態），以及脈波後隨時間遞減的振盪。暫態雜訊可能是因為脈衝雜訊產生，後面的振盪多半是因為受到脈衝的頻道共振所產生。
暫態雜訊多半是因為頻道干擾所產生。